# Farlowella colombiensis
Farlowella colombiensis är en fiskart som beskrevs av Michael E. Retzer och Page, 1997. Farlowella colombiensis ingår i släktet Farlowella och familjen Loricariidae. Inga underarter finns listade i Catalogue of Life.